# Augsburgi csata (910)
Az első lechfeldi csata (a magyar történetírásban az első augsburgi csata), amelyet 910. június 12-én vívtak, a magyarok fontos győzelme volt a Keleti Frank Királyság és a Sváb Hercegség egyesített hadereje felett IV. Lajos keleti frank király parancsnoksága alatt. A Lech-mező a Lech folyó mentén fekvő ártér, Augsburgtól körülbelül 25 km-re délre található. Ekkor a magyarok nagyfejedelme Zolta volt, de nincs adat arról, hogy részt vett volna a csatában.
Ez a csata az egyik legnagyobb példa a nomád harcosok színlelt visszavonulási taktikájának sikerére, és a lélektani hadviselés hatékony alkalmazásának példája.

## A csata forrásai
A források közé tartozik az Antapodosis, az európai gestarum története, amelyet Liudprand írt, Continuator Reginonis, az Annales Alamannici és az ebben a csatában elesett sváb Gozbert és Managolt grófok gyászjelentései. Az Annalium Boiorum VII krónika, amelyet a 16. században írt Johannes Aventinus bajor humanista, részletes elbeszélést ad a csatáról, régebbi dokumentumokra támaszkodva, amelyek mára elvesztek. Azonban ezt a csatát tévesen 907-re datálta, nem sokkal a pozsonyi csata után, és tévedésből Enns környékén helyezte el, s a svábok helyett a bajorokat nevezte meg résztvevőként.

## Helyszín és dátum
A történészek többsége 910-ben, Augsburgban fogadja el a Liutprand által megfogalmazott csata dátumát és helyét. Bár az Antapodosis a 950-es években, csak néhány évtizeddel a csata után íródott, Torma Béla magyar történész úgy véli, hogy a 16. században író Aventinusnak volt igaza, amikor 907-ben és nem Augsburgban, hanem Ennsben helyezte el a csatát. Ez azonban más történészek eltérő véleményét tükrözi, akik szerint a közel-kortárs Liutprand információi pontosabbak.

## Háttér
Ez a csata része volt a Kárpát-medencei háborúnak az újonnan betelepült magyarok és a Keleti Frank Királyság között, amely a Dunántúl 900-as, bajoroktól való magyar meghódításától a 910-es rednitzi csatáig tartott. Pressburgban 907-ben a magyarok folytatták hadjáratukat Kelet-Franciaország ellen. 908-ban egy magyar hadsereg megszállta Türingia, és Eisenachnál győzött, megölve Burchard és Egino társhercegeket, valamint I. Rudolfot, Würzburg püspökét. 909-ben egy magyar sereg megszállta Bajorországot, de Arnulf bajor herceg legyőzte egy kisebb csatában Pocking mellett.

## Előzmények
IV. Lajos keleti frank király, aki valószínűleg meg akarta ismételni őse, I. Károly frank császár győztes hadjáratait az avarok ellen, amelyek az utóbbiak leigázásával végződtek úgy döntött, hogy az összes német hercegségnek össze kell fognia a magyarok elleni harcban. Még kivégzéssel is fenyegette azokat, akik nem gyűlnek össze a zászlaja alatt. Feltételezhetjük tehát, hogy Lajos "hatalmas hadsereget" gyűjtött össze, ahogy Liutprand nevezi ezt az Antapodoszában. A frank sereg pontos mérete nem ismert, de feltételezhető, hogy jóval nagyobb volt, mint a magyar sereg. Ez megmagyarázza, hogy a magyarok miért voltak olyan óvatosak a csata során, és miért vártak szokatlanul sokáig (több mint tizenkét órán át), kis ütközetekkel apránként szívták fel az ellenség erejét, valamint pszichológiai módszerekkel igyekeztek összezavarni őket, mielőtt megtették volna a döntő taktikai csapást. Igaz Levente történész szerint a 910-es magyar hadjárat azért indult, hogy megakadályozzák egy újabb, a 907-eshez hasonló, a nyugati seregek számára a pozsonyi csatábankatasztrófával végződő német hadjáratot a magyar területek ellen. Bár megsemmisítő magyar győzelem született, a magyarok úgy gondolták, hogy biztonságosabb német területeken hadműveleteket folytatni, mint saját földjükön. Ezt a magyar hadjáratot gyakran a megelőző háborús stratégia ragyogó példájaként emlegetik. A király és csapatai Augsburg városának közelében, Gunzenle síkságán, a Lech folyó mellett érkeztek meg, és várták, hogy a Gebhard, Lotaringia hercege által vezetett frank sereg megjelenjen és csatlakozzon hozzájuk a magyarok ellen. A király seregét Gozbert gróf vezette, mivel Lajos ekkor még csak 16 éves volt. Nem tudjuk, hogy ki vezette a magyarokat, mivel a magyarok nagyfejedelme a IX-X. században soha nem vett részt a magyar területeken kívüli csatában, a hadjáratokat kisebb jelentőségű hadvezérek vezették - valószínűleg a gyula, a horka vagy valamelyik fejedelem. A magyarok értesültek Lajos terveiről, és gyorsan sereget küldtek, hogy megakadályozzák a sváb és a frank-lotharingiai-bajor erők egyesülését. Aventinus művéből: Annalium Boiorum VII. kötetéből rekonstruálhatjuk útvonalukat: Miután az Enns folyón keresztül átkeltek Bajorországon, Tegernsee-n, majd Landsberg am Lech közelében lévő Sandau-n keresztül értek Augsburgba, ahol a gyors átkelésnek köszönhetően, az ellenség seregét teljesen váratlanul érték el. Ez újabb bizonyítéka annak, hogy a Magyar Fejedelemség és más nomád harcos államoknál, hangsúlyozása miatt a kémkedés hihetetlen hatékonysággal működött. A magyarok váratlan megjelenése a csata előtt nehezen hihető, hogy csak véletlen volt. Ez azt mutatja, hogy a magyar hírszerzés nemcsak hazai területeken belül, hanem az ellenséges területen is igen hatékonyan működött, lehetővé téve a hadműveletek gyors mozgatását az ellenfél földjére. Ahogy Liudprand említi, a király nem számított arra, hogy a magyarok ilyen gyorsan megjelennek. Így az volt a terve, hogy a csata előtt egyesíti összes haderejét: a többnyire sváb csapatait és a frank-lotharingiai-bajor sereget. A terv kudarcot vallott, mert a nomád magyarok figyelemre méltó kémkedése és a magyar seregek fölényes mozgékonysága lehetővé tette, hogy külön-külön legyőzzék e két sereget. Összefoglalva elmondhatjuk, hogy a magyar kémek olyan gyorsan értesültek a frank seregek előkészületeiről és olyan gyorsan tájékoztatták a magyar parancsnokokat, hogy volt idejük sereget gyűjteni és olyan gyorsan német területre vonulni, hogy a keleti frankoknak nemhogy a magyarokhoz nem volt idejük eljutni, de még arra sem, hogy befejezzék csapataik összpontosítását, és meginduljanak felé. Mégis, a cremonai Liutprand beszámolójából megérthető, hogy a frank segítség nélkül is sokkal több katonája volt a király seregének, mint a magyaroknak. Az egyik történész feltételezi, hogy egy kisebb magyar egység tartotta fel a frank sereget a csata végéig. A magyar harcosok másutt is hasonló taktikát alkalmaztak. Egyszerű manőverekkel elterelték az ellenség figyelmét, hogy elrejtsék a valódi taktikai mozgást és szándékot. Erre példa a brentai csata.

## A csata menete
910. június 12-én hajnalban a magyar lovasok meglepetésszerű támadást intéztek, távolról nyilakat lőttek a király táborára, és sok németet álmukban, vagy éppen ébredésük után megöltek a nyilaikkal. Ez a támadás azonban csak egy kisebb előkészítő, úgynevezett rajtaütés volt, hogy a németek harci kedvét csökkentse, ami után beljebb húzódtak táborukba.

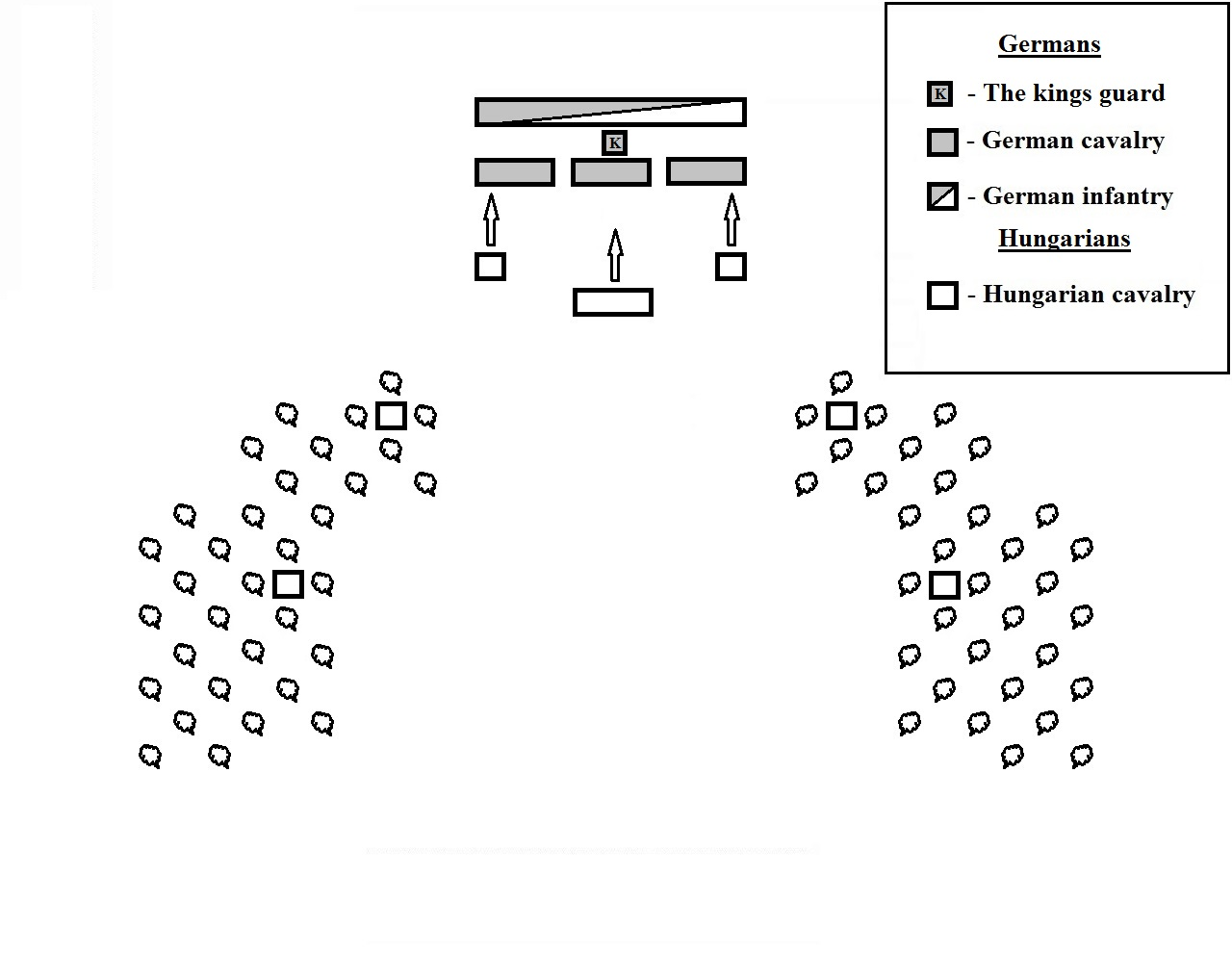
A csata első felvonása

A németek csatára készülődtek, csatarendbe álltak, majd kezdetét vette az ütközet, a magyarok, valószínűleg kis létszámú íjászcsapatokban, lovakon támadtak, nyilakat lőttek a pajzsukkal védekező németekre. Egy idő után a magyarok vereséget színlelve visszavonultak, és amikor a német nehézlovasok üldözőbe vették őket, azok tovább haladtak, majd a lovon megfordulva nyílzáporral öntötték el a németeket. A nap folyamán ezt a taktikát többször is alkalmazták. Valószínűleg a német sereg gyalogságból és nehézlovasságból állt, nehéz pajzsokkal, lándzsákkal és kardokkal, míg a magyarok mind könnyűlovasságból álltak, fő fegyverük az íj és a nyíl volt. Így, amikor a németek támadtak, csak a nehézlovasság üldözte a magyarokat, míg a gyalogság szilárd falat alkotott, és a helyén maradt. A könnyű fegyverzet és páncélzat miatt a magyarok mozgékonyabbak és gyorsabbak voltak, ugyanakkor sebezhetőbbek a németek nehézfegyvereivel szemben. Nomád összetett íjaik azonban sokkal jobbak, gyorsabbak voltak, mint az európai íjak, és emiatt a nyilaikkal úgy tudták megölni az ellenséget, hogy az európaiak nem érték el őket. A magyar lovak is gyorsabbak voltak a németeknél, mert kevesebb súlyt kellett cipelniük. Mégis, hogy a német katonákat maguk után csalogassák, a magyaroknak nagyon közel kellett vonulniuk, sőt rövid közelharcokba is kellett kezdeniük a túlerőben lévő németekkel, a védelmi vonal azon területein, ahol gyenge pontokat láttak. Majd amikor a helyzet kezdett eldurvulni, futásnak eredtek, ezzel meggyőzve az ellenséget, hogy diadalt fognak aratni. A színlelt meneküléssel rávették a német haderőt, hogy üldözze őket, és ezzel megbontották a sereg harci alakzatát, ezt kihasználva súlyos károkat okoztak.
Este 7 óra volt, ami több mint 12 óra a csata kezdetétől, és Gyermek Lajos úgy gondolta, hogy csapatai hamarosan megnyerik a csatát. Ebben a pillanatban a magyarok általános támadásba kezdtek, majd ismét a nomád harcosok híres színlelt visszavonulási taktikáját alkalmazták, sietve kezdtek visszavonulni, mintha legyőzték volna őket.  Nem tudjuk biztosan, hogy miért, de a németek ekkor már szinte megvoltak győződve arról, hogy megnyerték a csatát, és támadást indítottak a visszavonuló magyarok ellen, elhagyva jól védett védelmi vonalaikat, és felbontva alakzatukat, sietve utolérték a magyarokat, akik rendezett sorokban vonultak vissza, nagyon ügyelve arra, hogy ne borítsák fel a csatarendjüket.

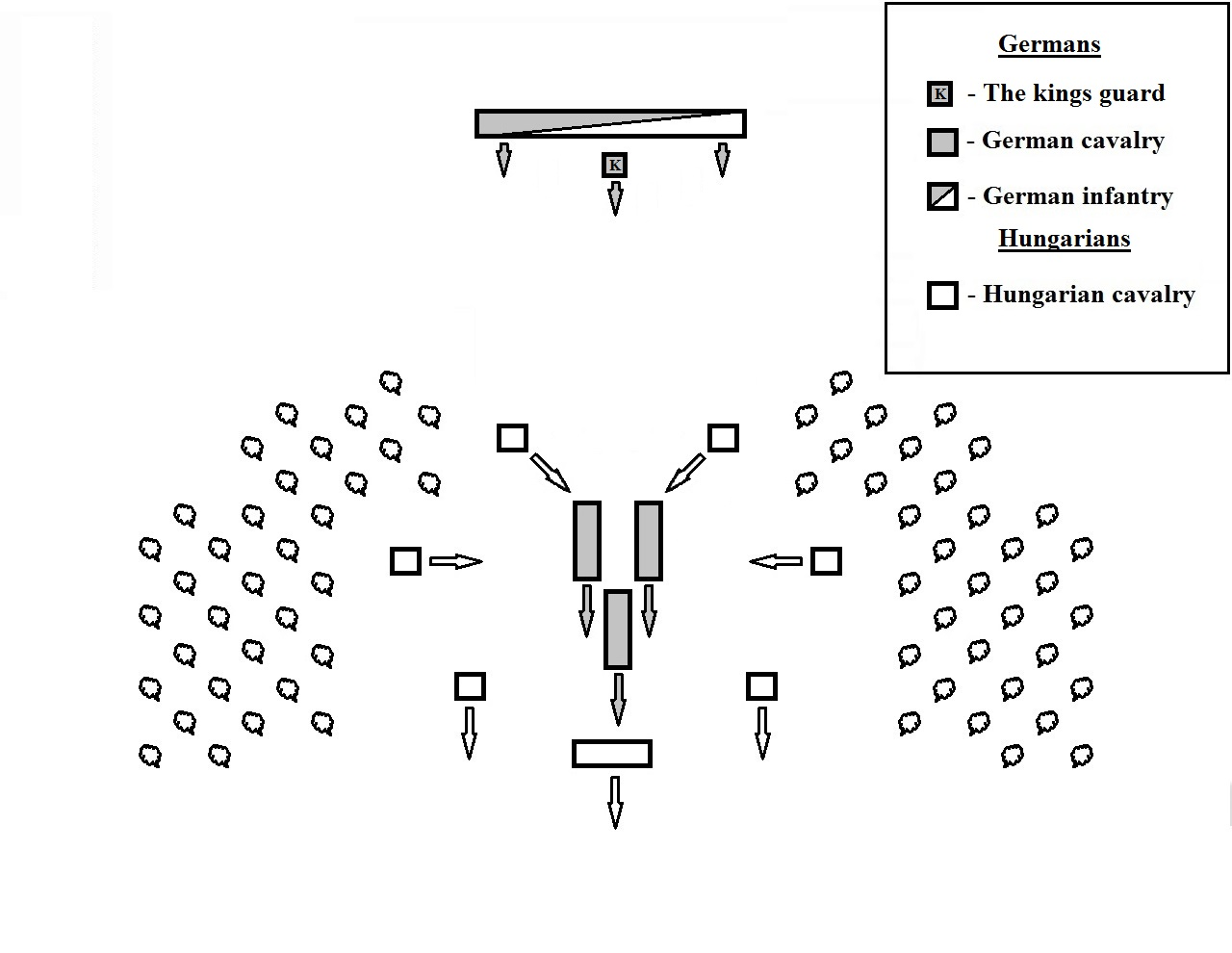
A csata második felvonása

Elképzelhető, hogy nem akartak még egy éjszakát várni, mert azt hitték, hogy a magyarok egész éjjel nyilakat fognak lőni rájuk, elpusztítva a táborukat. Felmerülhet egy másik lehetőség is, mely szerint elfáradtak a csata szokatlan hosszúsága miatt (egész nap, hajnaltól estig tartott), a forró nyári napsütésben. Illetve traumát okoztak nekik a magyar nyilak által okozott egyre növekvő veszteségek, vagy éppen ellenkezőleg, a magyarok egyhangú, látszólag sikertelen támadásaikkal a csapataik ellen azt az önhittséget ébresztették bennük, hogy mindjárt megnyerik a csatát. Mindez mégis azt mutatja, hogy a magyarok ismét a lélektani hadviselés taktikáját alkalmazták. Ezzel, az ellenséges csapatokat megijesztették, vagy elvették harci kedvüket, vagy túlzott önbizalmat keltettek bennük, ami megkönnyítette a legyőzésüket. A magyarok egy másik, 11 évvel korábbi csatában, a Brenta menti csatában is alkalmaztak a pszichológiai hadviselést, egy korai összecsapásban vereséget színlelve, majd elfutva, az ellenséges parancsnokoknak azt mutatva, hogy kétségbeestek. Majd követeket küldtek hozzájuk bocsánatot kérve, ezzel megtévesztve az ellenséget, hogy magabiztosnak érezzék magukat, majd egy váratlan pillanatban lecsaptak és megsemmisítették az olasz sereget.
A magyarok az egész csata alatt erre a pillanatra vártak, másodlagos csapataikat olyan erdőkben rejtették el, amelyek hadászati szempontból teljesen megfeleltek kisebb seregek elhelyezésére. A visszavonuló magyar fősereg a támadó német lovasságot arra a területre csalta, ahol a tartalékcsapatok várakoztak. Addig folytatták a visszavonulást, amíg az egész üldöző német lovasság át nem haladt azon a keskeny mezőn, amely két erdőt választott el, amelyben a magyarok el voltak rejtve, amikor hirtelen, anélkül, hogy észrevették volna őket, előjöttek rejtekhelyükről és hangos kiabálással támadtak a németekre, hogy megijesszék és demoralizálják őket a végső összecsapás előtt.

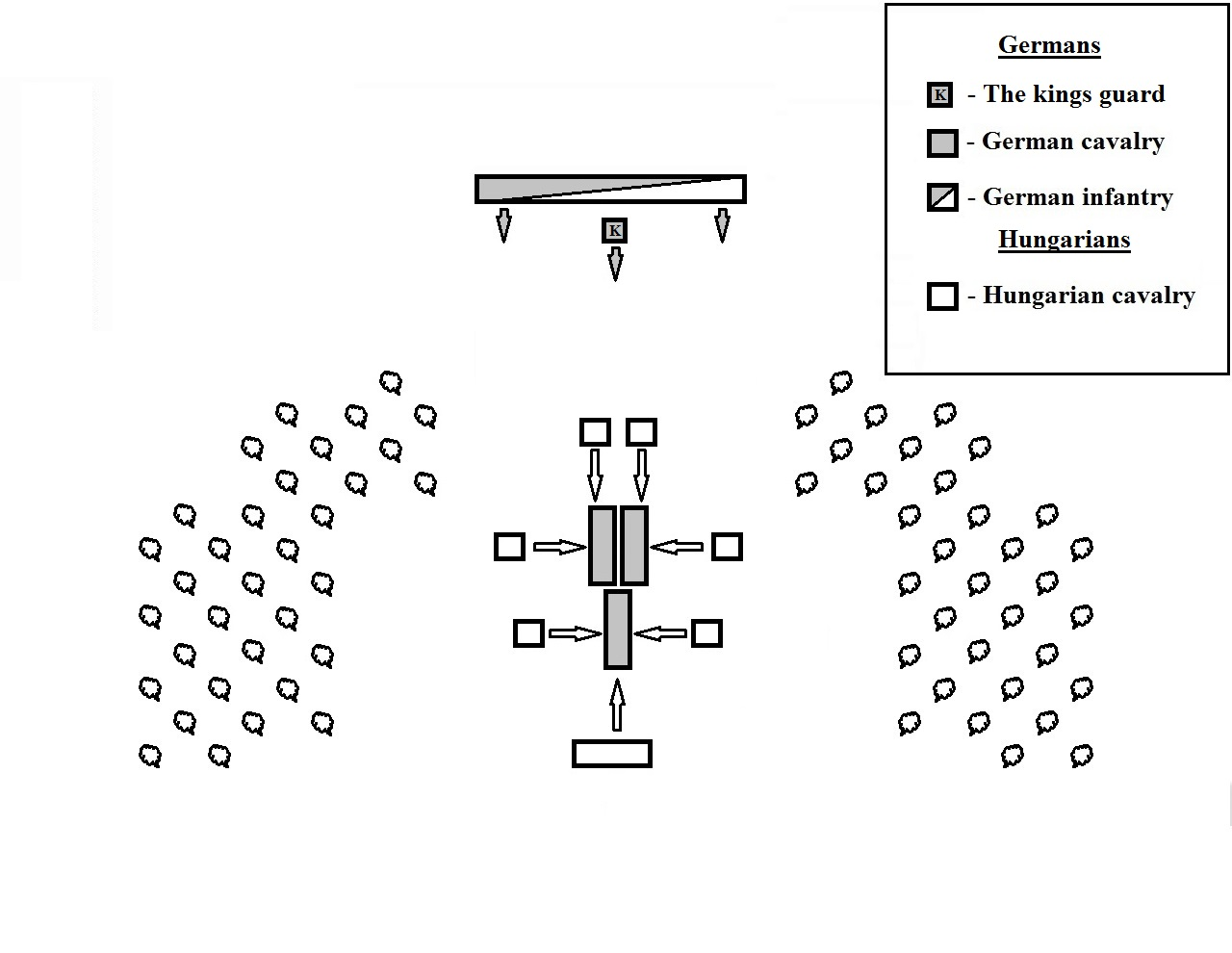
A csata harmadik felvonása

Ebben a pillanatban a visszavonuló magyar főcsapatok visszafordultak, és szemből támadtak a németekre, ellenálltak a támadásuknak, és nem hagyták, hogy áttörjék a vonalukat. Ebben a pillanatban a magyar egységek körülvették a svábokat hátulról és oldalról, és végső közelharcba bocsátkoztak a reménytelen ellenséggel. Ebből is látszik, hogy a magyar parancsnok a csata előtt gondosan kiválasztott egy helyet az eredeti csatatér közelében, két egymáshoz közeli erdőben, ahol elrejthette csapatai egy részét, amelyek megvárták, amíg az üldöző németek elhaladnak mellettük, és csak ezután támadtak rájuk. A nomád hadviselés egyik legfontosabb eleme a csatatér gondos megválasztása volt, ami előnyt biztosított számukra a csata megnyerésében. A nomádok számára a csatatér egyik fontos eleme volt az a hely, ahol el tudták rejteni néhány csapatukat, és odacsalogatni az ellenséget, hogy bekerítsék és megsemmisítsék azt. A szóban forgó csatában a német tábor és környéke nem volt alkalmas arra, hogy észrevétlenül elrejtsék csapataikat, ezért a magyar parancsnok a csatatéren kívül egy megfelelő helyet választott (az első csatatér), ahol el tudta rejteni néhány egységét (ez volt a második csatatér), és a csata során fő célja az volt, hogy az ellenséget odacsalogassa, ami a hajnaltól estig tartó manőverek után sikerült is neki, végül sikerrel zárult. Ez mutatja a magyar hadsereg nagy türelmét, amely egész nap olyan manővereket folytatott, amelyekkel elterelte az ellenség figyelmét a valódi céljáról. 
Az a tény, hogy a magyar haderő, amely a színlelt visszavonulás taktikáját végrehajtva, a második csatatéren a német lovasságot elcsalogatva, a döntő pillanatban ellen tudtak állni a nehézlovasság rohamának, azt mutatja, hogy a magyarok is rendelkeztek megfelelő páncélzattal és fegyverzettel, amelyek ellenálltak az akkori idők legfélelmetesebb nehézlovasságának rohamának. Sikerüket az is elősegítette, hogy rendben visszavonultak, amikor a németek veszteséget szenvedtek. Ez is mutatja, hogy a magyar vezér figyelmesen választotta meg, hogy a csata pontos pillanataiban mely ágakat alkalmazza, és hogy a csata elejétől a végéig teljes mértékben ura volt csapatainak.

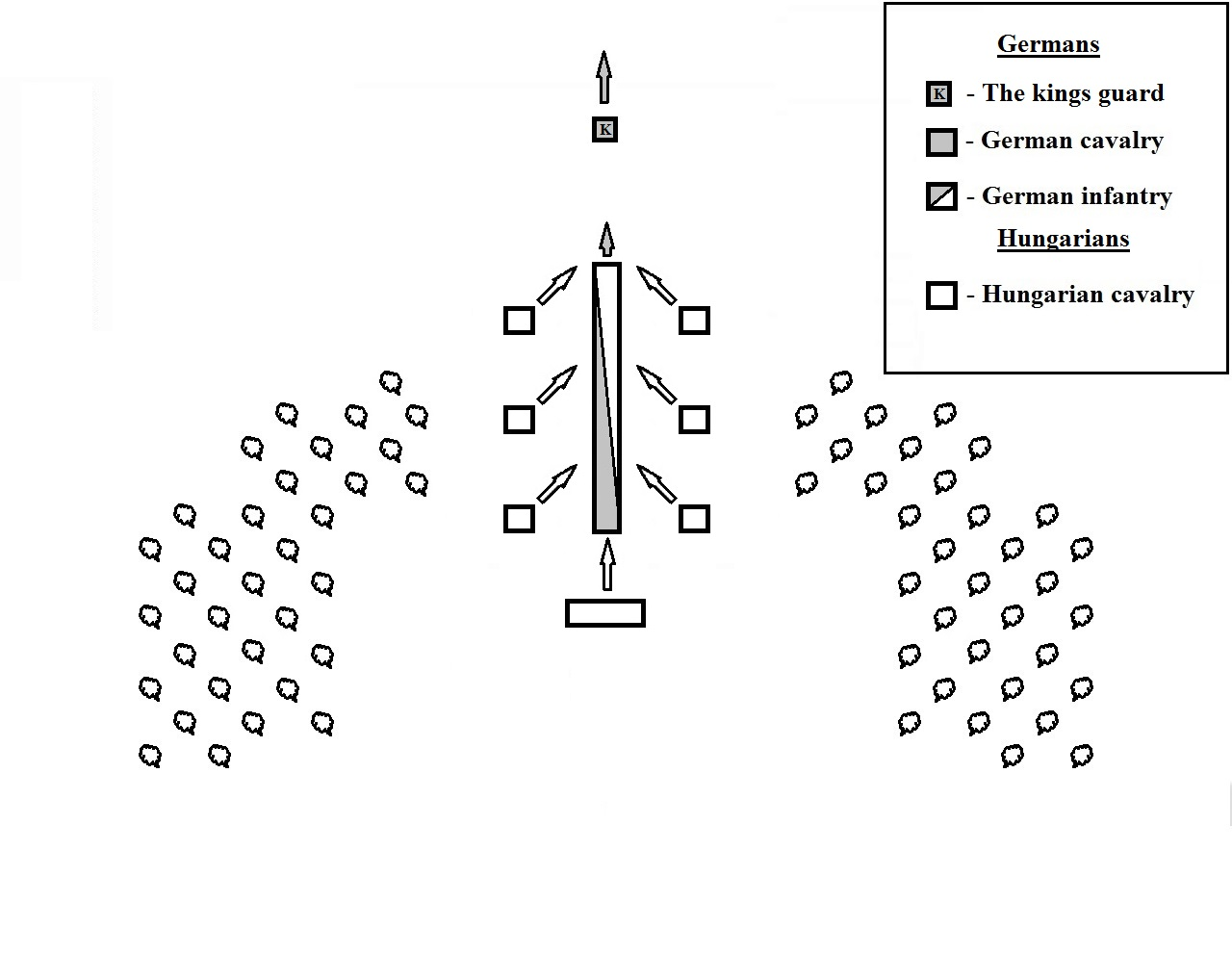
A csata utolsó felvonása

Liutprand beszámolójából arra következtethetünk, hogy a király nem volt az üldöző német lovasság között, ezért menekült meg. Ebben a mészárlásban, mivel nem tudták áttörni a magyar bekerítést, valószínűleg egyetlen német lovas sem maradt életben, és feltehetően itt esett el Gozbert gróf, a sereg igazi parancsnoka és Managolt, Alemannia grófja, akik a német lovasság támadását vezették.
Ekkor Gyermek Lajos királynak a gyalogság közé kellett állnia, amely messziről a német lovasság után vonult, úgy gondolta, hogy megnyerte a csatát, de amikor megérkezett az újabb csatatérre, látta, hogy legbátrabb katonáit nem sokkal korábban lemészárolták a magyarok. Cremonai Liutprand írásából kiderül, hogy csak később látta az ütközet eredményét. Elbeszéli az akkori döbbenetét, kétségbeesését, és azt, hogy az ügyes taktikájukkal teljesen becsapták és félrevezették.
A megmaradt német gyalogság kétségbeesve kezdett menekülni, a katonák próbálták menteni az életüket. Valószínűleg a király lovas testőrségének sikerült őt megmenteni, és gyorsan elvinni a csatatérről, miközben a magyarok azzal voltak elfoglalva, hogy lemészárolják a menekülő német gyalogságot, amely igen súlyos veszteségeket szenvedett. Mivel a magyarok a nomád hadviselés  szabályait követték (a legyőzött ellenséget és parancsnokait teljesen kiiktatni), végig üldözték őket, mindenkit megölve, aki a kezük ügyébe került.

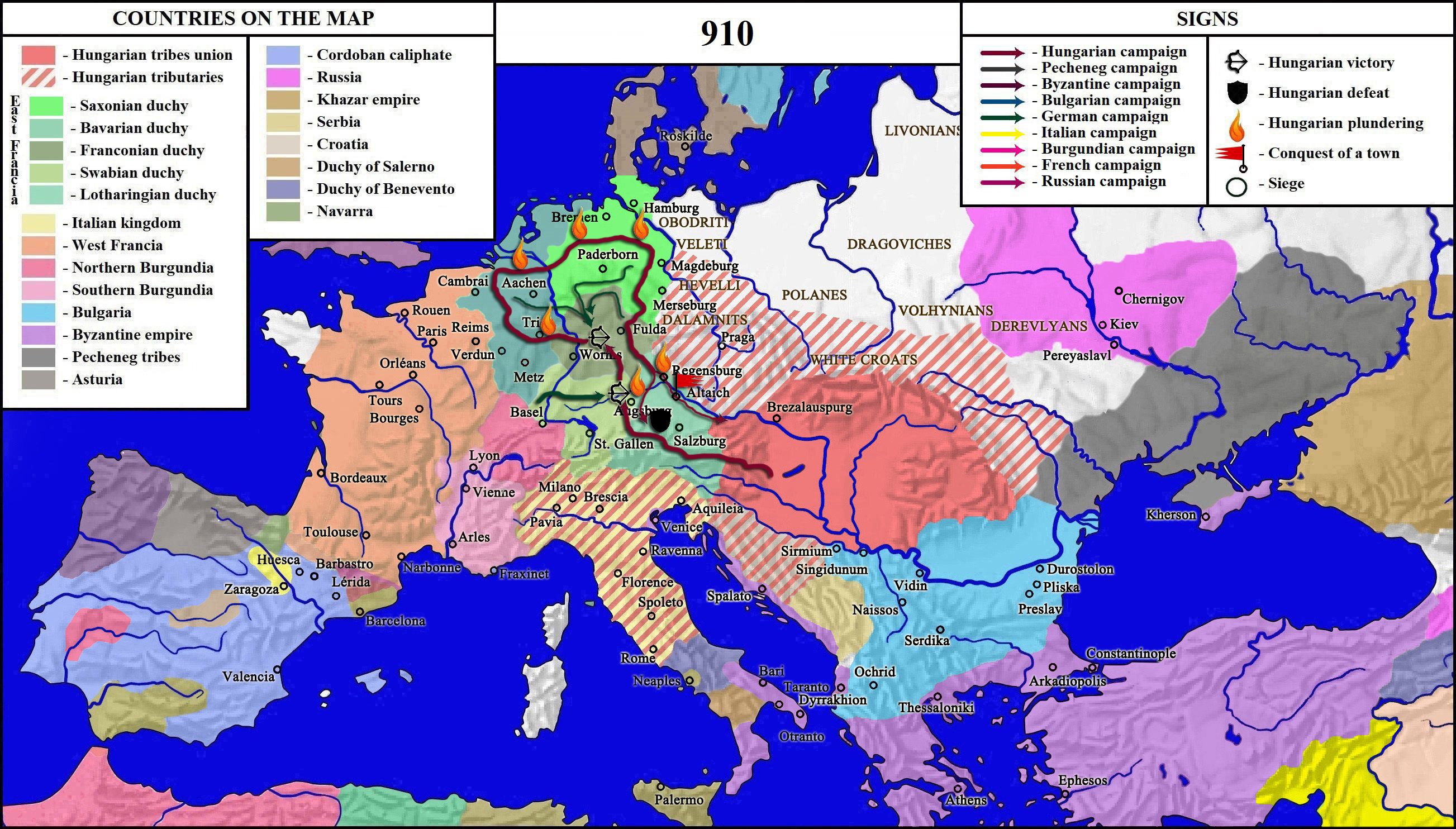
A 910-es magyar hadjárat, amely az augsburgi és a rednitzi magyar győzelmeket eredményezte.

## Fordítás
Ez a szócikk részben vagy egészben  a   Battle of Lechfeld (910) című angol Wikipédia-szócikk ezen változatának fordításán alapul.  Az eredeti cikk szerkesztőit annak laptörténete sorolja fel. Ez a jelzés csupán a megfogalmazás eredetét és a szerzői jogokat jelzi, nem szolgál a cikkben szereplő információk forrásmegjelöléseként.